# Moratneustetten
Moratneustetten (fränkisch: Nai-schdeeden bzw. Nai-schdiedn) ist ein Gemeindeteil der Gemeinde Weihenzell im Landkreis Ansbach (Mittelfranken, Bayern). Moratneustetten liegt in der Gemarkung Haasgang.

## Geografie
Durch das Kirchdorf fließt der Zellbach, der ab Weihenzell Rippach genannt wird. Das Moorbächlein mündet dort als rechter Zufluss in den Zellbach. Im Süden grenzt das Rehlesholz an, 1 km westlich liegen die Oberen Hölzer. Gemeindeverbindungsstraßen führen zur Kreisstraße AN 9 bei Zellrüglingen (2 km südöstlich), die AN 9 kreuzend nach Adelmannsdorf zur AN 17 (3,5 km nordöstlich) und nach Wüstendorf (2 km südwestlich).

## Geschichte
Der Ort wurde 1342 als „Morhartsneuensteten“ erstmals urkundlich erwähnt. Das Bestimmungswort des Ortsnamens ist der Personenname Morhart. Eine Person dieses Namens ist als Gründer der Siedlung anzunehmen. Aufgrund der günstigen Ortslage kann davon ausgegangen werden, dass der Ort in der ersten Ausbaustufe (9./10. Jahrhundert) nach der Fränkischen Landnahme entstanden ist.
Im 16-Punkte-Bericht des Fürstentums Ansbach von 1684 wurden für Moratneustetten 7 Mannschaften verzeichnet: 1 Anwesen unterstand dem Hofkastenamt Ansbach und 6 Anwesen dem Stiftsamt Ansbach. Das Hochgericht und übte das brandenburg-ansbachische Hofkastenamt Ansbach aus, was aber das Obervogteiamt Virnsberg des Deutschen Ordens bestritt. Die Dorf- und Gemeindeherrschaft hatte das Stiftsamt Ansbach.
Gegen Ende des 18. Jahrhunderts gab es in Moratneustetten 24 Anwesen, eine Kirche und ein Gemeindehirtenhaus. Das Hochgericht übte das Hofkastenamt Ansbach aus. Die Dorf- und Gemeindeherrschaft hatte das Stiftsamt Ansbach. Alleiniger Grundherr war das Fürstentum Ansbach (Hofkastenamt Ansbach: 1 Gut, 2 Leerhäuser; Stiftsamt Ansbach: 1 Hof, 7 Halbhöfe, 4 Viertelhöfe, 5 Güter, 1 Tafernwirtschaft, 3 Leerhäuser). Von 1797 bis 1808 unterstand der Ort dem Justiz- und Kammeramt Ansbach.
Mit dem Gemeindeedikt wurde Moratneustetten dem 1808 gebildeten Steuerdistrikt Wernsbach und der 1811 gegründeten Ruralgemeinde Wernsbach zugeordnet. Am 27. Juli 1830 wurde Moratneustetten in die neu gebildete Gemeinde Haasgang umgemeindet. Im Zuge der Gebietsreform in Bayern wurde diese am 30. Juni 1972 aufgelöst und der Ort mit Haasgang und Neubronn nach Weihenzell eingemeindet.

### Baudenkmäler
- evangelisch-lutherische Filialkirche St. Martin: frühgotische Saalkirche mit Chorturm, 13./14. Jahrhundert; mit Ausstattung; Friedhof, mittelalterliche Wehrmauer, mit Grabsteinen[13]
- Haus Nr. 10: Gasthaus zum weißen Roß, zweigeschossiger Bau, Fachwerkteile, 18./19. Jahrhundert[13]

### Einwohnerentwicklung
| Jahr      | 001818 | 001840 | 001861 | 001871 | 001885 | 001900 | 001925 | 001950 | 001961 | 001970 | 001987 | 001999 | 002011 | 002017 |
| Einwohner | 124    | 154    | 132    | 145    | 141    | 124    | 109    | 126    | 99     | 110    | 90     | 78     | 84     | 84     |
| Häuser    | 24     | 27     |        |        | 27     | 25     | 23     | 23     | 21     |        | 24     |        |        |        |
| Quelle    | [ 15 ] | [ 16 ] | [ 17 ] | [ 18 ] | [ 19 ] | [ 20 ] | [ 21 ] | [ 22 ] | [ 23 ] | [ 24 ] | [ 25 ] | [ 26 ] |        | [ 1 ]  |

## Religion
Der Ort ist seit der Reformation evangelisch-lutherisch geprägt und nach St. Jakob (Weihenzell) gepfarrt. Die Einwohner römisch-katholischer Konfession waren zunächst nach St. Ludwig (Ansbach) gepfarrt, seit 1970 ist die Pfarrei Christ König (Ansbach) zuständig.